# Caucasaphaenops
Caucasaphaenops is een geslacht van kevers uit de familie van de loopkevers (Carabidae). De wetenschappelijke naam van het geslacht is voor het eerst geldig gepubliceerd in 1999 door Belousov.

## Soorten
Het geslacht Caucasaphaenops is monotypisch en omvat slechts de volgende soort:
- Caucasaphaenops malchanovi Belousov, 1999